# Шилик (Отырарский район)
Шилик (каз. Шілік) — село в Отырарском районе Туркестанской области Казахстана. Административный центр Шиликского сельского округа. Расположено на берегу реки Бугунь примерно в 37 км к востоку от районного центра, села Шаульдер. Код КАТО — 514857100.

## Население
В 1999 году население села составляло 1590 человек (757 мужчин и 833 женщины). По данным переписи 2009 года, в селе проживали 1603 человека (783 мужчины и 820 женщин).

## Достопримечательности
У северо-западной окраины села находятся остатки раннесредневекового города Бузыктобе.